# جادوگران ایست‌ویک
جادوگران ایست‌ویک (انگلیسی: The Witches of Eastwick) فیلم کمدی فانتزی به کارگردانی جرج میلر است که در سال ۱۹۸۷ منتشر شد. جک نیکلسون در نقش دریل ون هورن، در کنار شر، میشل فایفر و سوزان ساراندون در نقش جادوگران بازی کردند. فیلم بر اساس رمانی به همین نام نوشته جان اپدایک در سال ۱۹۸۴ ساخته شده است.

## تفاوت با کتاب
با اینکه فیلم از ساختار کلی رمان پیروی می‌کند، اما بعضی از روایت‌های رمان حذف شده است و در کل کتاب لحن تاریک‌تری از فیلم دارد. هم فیلم و هم رمان در رود ایلند اتفاق می‌افتند، اما داستان رمان در اواخر دهه ۱۹۶۰ است. در رمان، دریل خوی شیطانی تر دارد: توانایی‌های کمتری دارد و درنده‌تر، منحرف‌تر است و بیشتر به دنبال آشوب است. همچنین، در فیلم یک قسمت کلیدی از کتاب، که دریل به‌طور غیرمنتظره ای با یک دختر جوان و بی گناه به نام جنی ازدواج می‌کند و سه جادوگر حسود با جادو باعث مرگ او در اثر سرطان می‌شوند، حذف شده است. هیچ‌یک از این سه جادوگر باردار نمی‌شوند و در پایان دریل با برادر کوچکتر جنی، کریس، که ظاهراً معشوقش است، از شهر فرار می‌کند. همچنین در کتاب نام خانوادگی الکساندرا، اسپوفارد و نه مدفورد است، و جین نیز جین اسمارت است، نه جین اسپوففورد، و سوکی روژمونت بود نه ریجمونت. در مو و ظاهر جادوگران نیز تفاوت وجود دارد. الکساندرا چاق است و سوکی مو قرمز است.

## ساخت

### بازیگران
جک نیکلسون پس از شنیدن خبر انصراف بیل موری از بازی در فیلم از طریق دوست دختر وقت خود آنجلیکا هیوستون به بازی در نقش دریل علاقه نشان داد. هیوستون برای ایفای نقش الکساندرا مدفورد در تلاش بود و در مقابل میشل فایفر، که قبلاً برای بازی در نقش سوکی انتخاب شده بود، و ایمی مادیگان که برای ایفای نقش جین در نظر گرفته شده بودند، آزمون بازی دادند. هیوستون پس از آنچه یک آزمون بازیگری «وحشتناک» نامیده بود، فهمید که این نقش را از دست داده است و نقش به شر پیشنهاد شده است.

### فیلمبرداری
در ابتدا قرار بود فیلم جادوگران ایستویک در لیتل هامپتون، رود آیلند فیلمبرداری شود، اما جنجالی در مورد اینکه آیا کلیسای جامع شهرباید درتولید فیلم درگیر باشد یا خیر، ایجاد شد. برادران وارنر در عوض به مکانهایی در ماساچوست روی آوردند.فیلمبرداری اصلی در ۱۴ ژوئیه ۱۹۸۶ آغاز شد و در طی شش هفته در کوهست و شهرهای مجاور ماساچوست مانند ماربل‌هد و اسکیتیت انجام گرفت.کسل هیل در ایپسویچ، ماساچوست برای نمای بیرونی عمارت لنوکس مورد استفاده قرار گرفت، در حالی که لابی مرکز ونگ در بوستون برای سالن اصلی فیلمبرداری شد. سایر فضای داخلی در عمارت گریستون در بورلی هیلز فیلمبرداری شدند، اگرچه استخر شنا و کتابخانه دریل مجموعه‌هایی بودند که در بک زمین برادران وارنر ساخته شده بودند.

### موسیقی
موسیقی جادوگران ایستویک توسط جان ویلیامز ساخته و اجرا شد.

## بازخورد
جادوگران ایستویک در کل بازخورد مثبتی دریافت کرد. در حال حاضر امتیاز فیلم بر اساس اجماع تارنمای راتن تومیتوز ۷۶٪ بر اساس ۳۳ نقد است، در برجام تارنما، فیلم «داستانی شیطانی و خنده دار از سه جادوگر و دوئل آنها با شیطان، که با اجراهای کمدی بامزه و فانتزی جذاب‌تر می‌شود» توصیف شده است. در تارنمای متاکریتیک براساس ۱۰ نقد، فیلم امتیاز ۶۸/۱۰۰ گرفته است که نشانگر «بازخورد معمولاً خوب» است.
بیشتر منتقدان فیلم را مجموعه‌ای از استعدادهای نیکلسون خواندند. شیکاگو سان تایمز می‌نویسد"این نقشی است که او برای پر کردنش به دنیا آمده است … صحنه ای وجود دارد که او با ساتن لباس خوای می‌پوشد و تمام طول آن را روی تخت می‌پراکند، و از لذت زیاد و احساسات به خود می‌پیچد و کشیده می‌شود. این از خنده دارترین لحظات شوخ طبعی اوست که تا حالا انجام داده است. "

## بازیگران
- جک نیکلسون
- شر
- سوزان ساراندون
- میشل فایفر
- ورونیکا کارترایت
- ریچارد جنکینز
- کارل استریکن
- بکا لیش
- هریت وایت

## جوایز و افتخارها
1. نامزد دریافت جایزه اسکار بهترین موسیقی فیلم
2. نامزد دریافت «جایزه اسکار بهترین ترکیب صدا»
3. برندهٔ جایزهٔ بفتا بابت بهترین جلوه‌های ویژهٔ تصویری
4. نامزد دریافت جایزه گرمی بابت بهترین موسیقی بی‌کلام زمینه
5. نامزد دریافت جایزه هوگو بابت بهترین پرداخت دراماتیک
6. برندهٔ جایزهٔ انجمن منتقدان فیلم لس آنجلس بابت بهترین هنرپیشه مرد
7. برندهٔ جایزهٔ حلقه منتقدان فیلم نیویورک بابت بهترین هنرپیشه مرد
8. نامزد دریافت جایزه ساترن بابت بهترین فیلم فانتزی
9. برندهٔ جایزهٔ جایزه ساترن بابت بهترین هنرپیشه نقش اصلی مرد
10. نامزد دریافت جایزه ساترن بابت بهترین هنرپیشه نقش اصلی زن
11. نامزد دریافت جایزه ساترن بابت بهترین هنرپیشه نقش مکمل زن
12. نامزد دریافت جایزه ساترن بابت بهترین فیلم‌نامه
13. نامزد دریافت جایزه ساترن بابت بهترین موسیقی
14. نامزد دریافت جایزه ساترن بابت بهترین جلوه‌های ویژهٔ تصویری